# Козюлькина (Орловская область)
Козюлькина — деревня в Болховском районе Орловской области. Административный центр муниципального образования Сельское поселение Боровское.

## География
Располагается деревня на берегу безымянного озера, охватывая его со всех сторон. Находится в 12 км к северо-западу от районного центра — города Болхов, и в 59 км к северу от Орла.

### Внутреннее деление
В деревне три улицы: Новая ул. (17 домов), Сельская ул. (21 дом), Центральная ул. (39 домов).

## Население
| 2002 | 2010 |
| ---- | ---- |
| 181  | ↘126 |

## Великая Отечественная война[6]

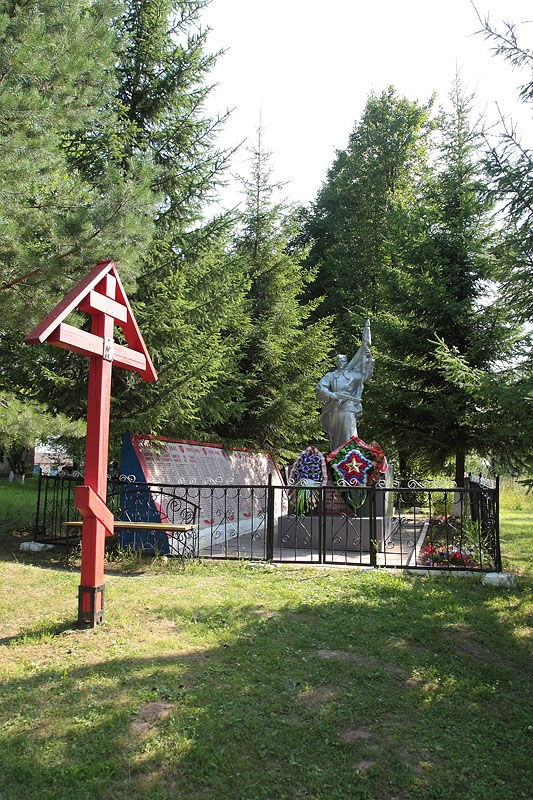
Братская могилв в Козюлькина

В деревне расположена братская могила, в которой  захоронены 436 павших защитников родины (в том числе 39 офицеров), из 16, 17 гв. мех.бригад, управл. контрразведки "Смерш", 243 танк. бригады, 30 мотострелк.бригады,  6 и 12 гв., 106, 136, 382 стрелк. дивизий, 49 стрелк.бригады. 